# الغارة الكبرى عام 1840

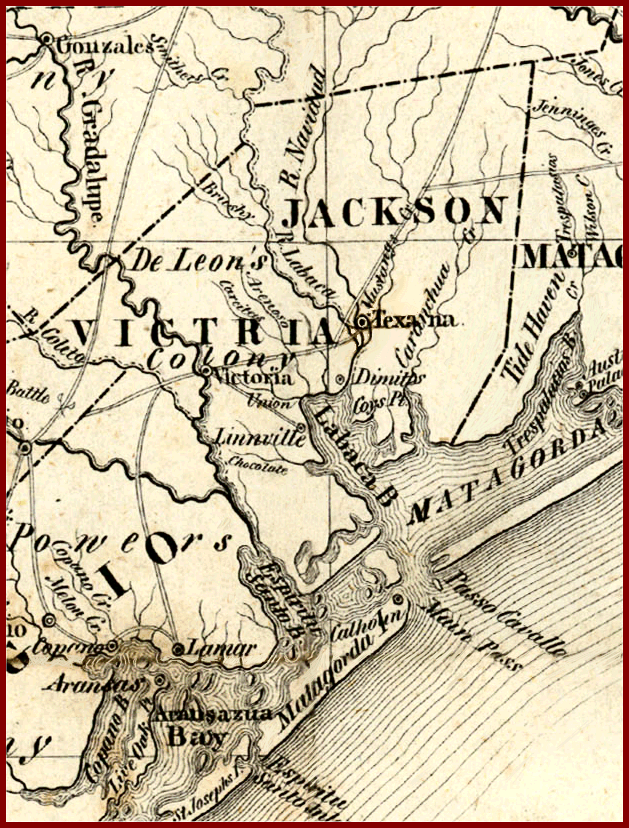
مقطع من خريطة عام 1841 يُظهر الموقع المهجور للينفيل تكساس

الغارة الكبرى عام 1840 هي أكبر غارة شنها الأمريكيون الأصليون على المدن التي يقطنها السكان البيض والمعروفة حاليًا بالولايات المتحدة. حدثت عقب مذبحة القنصلية، والتي حاول فيها مسؤولو جمهورية تكساس أسر 33 من رؤساء قبيلة كومانشي الذين جاءوا للتفاوض بشأن معاهدة سلام، ما أدى إلى قتلهم مع عشرات من أفراد أسرهم وأتباعهم. كان من المفترض أن تجلب قبيلة كومانشي رهائن بيض محتجزين لديهم كجزء من المفاوضات، إلا أنهم جلبوا شابة واحدة فقط (ماتيلدا لوكارت البالغة من العمر 16 عامًا). اندلع بعد ذلك شجار وقتال بين التكساسيين وأفراد قبيلة كومانشي. كان مسؤولو تكساس مصممين على إرغام الكومانشيين على إطلاق سراح جميع الأسرى البيض. انتقامًا لما اعتبره الكومانشيون خيانة مريرة من التكساسيين، أنشأ وزير الحرب الكومانشي بافلو هامب حزبًا حربيًا ضخمًا ضمّ العديد من عصابات الكومانشي، وأغار على المناطق التي استوطنها البيض في جنوب شرق تكساس.

## تجميع بافلو هامب للقبائل
عزم وزير حرب بيناتيكا الأول بافلو هامب على فعل أكثر من مجرد التذمر مما اعتبره أفراد قبيلة كومانشي خيانة مريرة. أذاع خبرًا إلى عصابات الكومانشي الأخرى بأنه سيهاجم المستوطنات البيضاء للانتقام، قاد بافلو هامب الغارة الكبرى عام 1840. شكّل بافلو هامب حزبًا ضخمًا من أفراد بيناتيكا لشن الغارة، إلى جانب وزير حرب بيناتيكا الثاني، الذئب الأصفر ووزير حرب بيناتيكا الثالث، سانتا آنا وإيسيمانيكا، وتألف الحزب من 400 محارب على الأقل، مع زوجاتهم (اللواتي بلغ عددهن نحو 500) وصبيان صغار مرافقين لهم طيلة الوقت لتوفير الراحة لهم للقيام بأعمالهم، وفي الصيف، أغاروا على المستوطنات بين باستروب وسان أنطونيو. في منتصف يوليو، كان المداهمون على أهبة الاستعداد بينما جاب أفراد الكومانشي من كل شعبة (نوكوني وكوتسوتيكا ويامباريكا وكوهادي) تكساس. انطلق نحو 1000 شخص من أفراد قبيلة الكومانشي من غرب تكساس أثناء الغارة الكبرى. أثناء هذه الغارة، جاب أفراد كومانشي طول الطريق من سهول غرب تكساس إلى مدينتي فيكتوريا ولينفيل على ساحل تكساس. وأغاروا على هذه المدن وأحرقوها ونهبوا ما يشاؤون ضمن ما قد يكون أكبر غارة منظمة شنها أفراد قبيلة كومانشي حتى ذلك الحين.

## فيكتوريا
في 6 أغسطس، عبر حزب الحرب الضخم إلى وسط تكساس وهاجم مدينة فيكتوريا أولًا. على الرغم من أن الحراس علموا بمسارات حزب الحرب القادم من غرب تكساس وراقبوا قوات كومانشي، انفصل جزء من حزب الحرب وهاجم فيكتوريا قبل أن يتمكن الحراس من تحذير المواطنين. كتب أحد السكان «تفاجأنا في فيكتوريا بظهور 600 فرد من الكومانشي فجأة في ضواحي القرية.» اختبأ مواطنو فيكتوريا في المباني، وبعد أن قتلت قوات كومانشي اثني عشر شخصًا أو نحو ذلك من سكان البلدة وقيامهم بجولة فيها، غادروا فيكتوريا عندما أصبحت المداهمة أمرًا خطيرًا وسط إطلاق النيران من المباني. عزم حزب الحرب جمع الخيول ونهب المدن الساحلية التي لم تكن مستعدة لمواجهة قوات كومانشي، مثل مدن وسط تكساس. بعد الهجوم على فيكتوريا، خيمت قوات كومانشي ليلة 6 أغسطس بالقرب من سبرينغ كريك.